# Rio Punaú
O rio Punaú possui águas escuras e doces, apesar da ocorrência de marés, e está situado no município de Rio do Fogo, no estado do Rio Grande do Norte.
Serve de sustentáculo para a população local, que vive da economia de subsistência, cultivando basicamente jerimum, batata e macaxeira. O rio também é apreciado por pessoas que praticam a pesca esportiva e as viagens de lazer, sobretudo no local do encontro do rio com o mar, na praia de Barra de Punaú.